# Гай Марций Рутил
Гай Марций Рутил или Рутул (на латински: Gaius Marcius Rutilus; Rutulus) е първият плебейски диктатор на Римската република, а освен това цензор и четири пъти консул.
За пръв път той е избран за консул през 357 пр.н.е., a следващата година за диктатор, за да спре инвазията на етруските. Той изненадва врага в лагера му и го прогонва извън страната, за което по желание на народа и против волята на сената е почетен с тиумфално шествие.
Рутил става през 352 пр.н.е. отново консул. Към края на службата си той кандидатства за цензор и е избран въпреки съпротивата на патрициите. През 344 и 342 пр.н.е. той отново е консул и води армията в самнитските войни.
Неговият син Гай Марций Рутил Цензорин e народен трибун през 311 пр.н.е. и консул през 310 пр.н.е.
Има вероятност диктатурата и други детайли от кариерата му, да са измислени от членове на фамилията му Марции.